# Logis du Hamel Saint-Étienne
Le logis du Hamel Saint-Étienne est une demeure de la fin du XVe siècle qui se dresse sur le territoire de l'ancienne commune française de La Carneille, dans le département de l’Orne, en région Normandie. L'édifice est partiellement inscrit au titre des monuments historiques.

## Localisation
Le logis est situé sur le versant occidental de la vallée de la Rouvre, au lieu-dit le Hamel, au bout du chemin du Hamel Carneille au nord-est du bourg de La Carneille au sein de la commune nouvelle d'Athis-Val de Rouvre, dans le département français de l'Orne.

## Historique
L'édifice existe depuis le XVe siècle (vers 1490).
Le logis, dans la même famille depuis 1758, fut la demeure du député à la Convention nationale Charles Ambroise Bertrand de L'Hodiesnière.
Le logis est amputé vers 1840 sans modifier en profondeur « la physionomie générale de l'édifice ».
Le lieu sert à rassembler des artistes dont le peintre Levavasseur au XIXe siècle.

## Description
L'ancienne maison forte se présente sous la forme d'une enceinte quadrangulaire qui était munie de poivrières et de tours rondes aux angles et dont il subsiste un logis très remanié. Les arquebusières sont munies d'une pierre tournante.
Outre le logis qui conserve des tourelles en encorbellement, le domaine conserve un pressoir daté de 1626.

## Protection
Les façades et les toitures du logis et du pressoir sont inscrites au titre des monuments historiques par arrêté du 20 décembre 1999.